# Kelly Murphy
Kelly Murphy (Wilmington, 20 de outubro de 1989) é uma jogadora de voleibol dos Estados Unidos que atua como oposta.
Com a seleção dos Estados Unidos, conquistou a inédita medalha de ouro no Campeonato Mundial de 2014, ao derrotar a China na final por 3 sets a 1. Em 2016, obteve a medalha de bronze nos Jogos Olímpicos do Rio após vitória sobre os Países Baixos por 3–1.